# Кукушка (песня ветеранов-афганцев)
«Кукушка» — песня из фольклора афганцев, адаптированная на «афганский» лад автором стихов и мелодии Юрием Кирсановым со стихотворения поэта-фронтовика Великой Отечественной войны Виктора Кочеткова — «Весь просвечен заревой покой…».

## История
Песня быстро набрала большую популярность в среде военнослужащих ОКСВА, а впоследствии, ветеранов Афганской войны (1979—1989), став культовой и своего рода — «гимном всех афганцев».
 
Песню «Кукушка» пели солдаты и на других войнах, а на сегодняшний день продолжают исполнять и известные артисты российской эстрады и кино.
«Кукушка» 1961 год. Автор поэт-фронтовик Виктор Кочетков
Весь просвечен заревой покой,

Степь о чем-то о своем мечтает.

Серая кукушка за рекой,

Сколько жить осталось мне, считает.
Шествует победа по стране,

Думаешь, легко она досталась?!

Нам пришлось растратить на войне

Годы, что отпущены на старость.
«Кукушка» Юрия Кирсанова
Снится часто мне мой дом родной.

Лес о чем-то о своем мечтает.

Серая кукушка за рекoй

Сколько жить осталось мне считает
Я тоскую по родной стране,

По ее рассветам и закатам.

На афганской выжженой земле

Спят тревожно русские солдаты.

Эта песня как народная. Больше того, многие воспринимают её как своего рода гимн «афганцев». А между тем, у «Кукушки» есть свой автор, точнее — даже два автора. 
В сборнике «Русская песенная лирика» вышедшем в 1992 году в издательстве «Советская Россия» автор песни указан так: «В. Кочетков, Ю. Кирсанов».
Стихотворение Виктора Кочеткова «Весь просвечен заревой покой…» было написано им в 1961 году — в год 20-летия со дня начала войны, опубликовано в 1965 году, в 1975 году вошло в сборник его стихов.
Это стихотворение было посвящено воинам Великой Отечественной войны, но обрело новую жизнь на Афганской войне
Когда Юрий Кирсанов был направлен в Афганистан, он взял с собой сборник стихов поэта-фронтовика Виктора Кочеткова. Читая его стихотворение «Весь просвечен заревой покой…» в Бадахшане на Афганской войне, он адаптировал его к текущей обстановке:

….кое-что убрал, добавил пару куплетов, сочинил мелодию…

В 1991 году мы встретились с Виктором Ивановичем Кочетковым в Москве. Он взял сборник, с которым я не расставался, и подписал: «Юрию Кирсанову, великому „афганцу“, который сделал меня причастным к этой войне»— Юрий Кирсанов
«Афганский» вариант довольно близок к оригиналу, за исключением одного куплета. Но в то же время отмечается, что хотя «афганская» песня возникла на основе стихотворения Виктора Кочеткова, это «нисколько не умаляет её самобытности», а изменения в тексте придавали ему афганский колорит.
Но на первой пластинке группы «Каскад» песня значилась как народная, по словам основателя группы «Голубые береты» Олега Гонцова он встречал бойца, который в конце 1960-х годов служил срочную службу в погранвойсках, и у того в дембельском альбоме была эта песня, и он утверждал, что «Кукушка» пелась у них в части но с отличием в четвёртом куплете: «На даманской выжженной земле // спят тревожно русские солдаты» — по версии Олега Гонцова, сначала стихи Виктора Кочеткова легли в основу песни, посвящённой советско-китайскому конфликту на острове Даманском весной 1969 года.

### Записи
В 1987 году песня вошла в первый диск-гигант ансамбля «Каскад» — «Вспомним, ребята…» (С90 26229 000).
В 1988 году песня вошла в выпущенной фирмой «Мелодия» на четырёх грампластинках сборник «Время выбрало нас. Песни Воинов-интернационалистов» («Кукушка» в исполнении Юрия Кирсанова — на первой пластинке — вторая из 58 песен сборника).
В 1989 году на фирме «Мелодия» вышла первая грампластинка Юрия Кирсанова «Без отметки на календаре» (C60 28523-24 007) — «Кукушка» восьмая из 11 песен.

## Отзывы и критика
Стихотворение Виктора Кочеткова о кукушке. Начинается оно традиционно. Щедрая кукушка бросает за рекой свои ленивые «ку-ку», как бы отсчитывая годы — восемьдесят, девяносто, сто… И вдруг совершенно новый, зрелый и убедительный поворот — свидетельство тому, что перед нами настоящий самобытный поэт: «Шествует победа по стране, — Думаешь, легко она досталась?!»— Михаил Найдич — «У солдата вечность впереди», журнал «Знамя», 1981 год

О степени близости поколений свидетельствует тот факт, что весь Афганистан пел песню Ю. Кирсанова «Кукушка», написанную им на основе стихотворения поэта-фронтовика Виктора Кочеткова. «Афганцы» считают её своей. Традиция русской воинской лирики продолжается.— литературный альманах «Истоки», 1990 год

Да, «Кукушка», как и знаменитые песни времён Великой Отечественной войны — «Синий платочек», «Катюша», «Смуглянка-молдаванка», — тоже стала народной, её пели россияне, которым довелось участвовать в военных конфликтах. И сейчас поют.— Валерий Черкесов, «Литературная газета», 2011 год